# Hyundai HED-5
O HED-5 Concept é um protótipo de monovolume apresentado pela Hyundai no Salão de Genebra de 2008.

## HED-5 i-mode
No Salão de Genebra de 2008 a Hyundai apresentou o HED-5 I-mode, equipado com motor turbo movido diesel .